# Strongylium crenatum
Strongylium crenatum es una especie de escarabajo del género Strongylium, familia Tenebrionidae, orden Coleoptera. Fue descrita científicamente por Mäklin en 1867.

## Descripción
Mide 7,4-10,8 milímetros de longitud.

## Distribución
Se distribuye por Estados Unidos.